# Cyphia subtubulata
Cyphia subtubulata är en klockväxtart som beskrevs av Franz Elfried Wimmer. Cyphia subtubulata ingår i släktet Cyphia, och familjen klockväxter. Inga underarter finns listade i Catalogue of Life.